# Paris-Nice de 2007
A Paris-Nice de 2007 disputou-se entre a 11 e a 18 de março de 2007 com um percurso de 1.253,7 km dividido num prólogo e 7 etapas. A carreira, incluída na UCI ProTour, foi vencida por Alberto Contador, da equipa Discovery Channel, com 26" de vantagem sobre Davide Rebellin.

## Equipas participantes
Tomaram parte nela 20 equipas: 19 equipas ProTeam (todos menos a Unibet.com) mais o Profissional Continental francês da Agritubel formando assim um pelotão de 160 corredores (8 por equipa). As equipas participantes foram:
| Equipes ProTeam (19)- AG2R Prévoyance - Astana - Bouygues Telecom - Caisse d'Épargne - Cofidis-Le Crédit par Téléphone - Crédit agricole - CSC - Discovery Channel - Euskaltel-Euskadi - Gerolsteiner - La Française des jeux - Lampre-Fondital - Liquigas - Team Milram - Predictor-Lotto - Quick Step-Innergetic - Rabobank - Saunier Duval-Prodir - T-Mobile Equipe profissional Continental- Agritubel |
| |

## Etapas
| Etapa   | Data    | Percurso                                  | type                      | Distância (km) | Vencedor           | Líder geral       |
| ------- | ------- | ----------------------------------------- | ------------------------- | -------------- | ------------------ | ----------------- |
| Prólogo | 11 mar. | Issy-les-Moulineaux – Issy-les-Moulineaux | contrarrelógio individual | 4,7            | David Millar       | David Millar      |
| 1       | 12 mar. | Cloyes-sur-le-Loir – Buzançais            | etapa plana               | 186            | Jean-Patrick Nazon | David Millar      |
| 2       | 13 mar. | Vatan – Limoges                           | etapa plana               | 177            | Franco Pellizotti  | Franco Pellizotti |
| 3       | 14 mar. | Limoges – Maurs                           | etapa plana               | 215,5          | Alexandr Kolobnev  | Franco Pellizotti |
| 4       | 15 mar. | Maurs – Mende                             | alta montanha             | 169,5          | Alberto Contador   | Davide Rebellin   |
| 5       | 16 mar. | Sorgues – Manosque                        | média montanha            | 178            | Yaroslav Popovych  | Davide Rebellin   |
| 6       | 17 mar. | Brignoles – Cannes                        | alta montanha             | 200            | Luis León Sánchez  | Davide Rebellin   |
| 7       | 18 mar. | Nice – Nice                               | alta montanha             | 129,5          | Alberto Contador   | Alberto Contador  |

## Desenvolvimento da carreira

### Prólogo
| Issy-les-Moulineaux - Issy-les-Moulineaux | contrarrelógio individual | (4,7 km) |

| \| Classificação por etapas \| Classificação por etapas \| Classificação por etapas \| Classificação por etapas \| Classificação por etapas \| \| Ciclista \| Ciclista \| Equipe \| Tempo \| \| \| ------------------------ \| ------------------------ \| ------------------------ \| ------------------------ \| ------------------------ \| \| 1. \| David Millar \| Saunier Duval-Prodir \| 6m01s \| \| \| 2. \| Roman Kreuziger \| Liquigas \| + 1s \| \| \| 3. \| Sébastien Joly \| La Française des jeux \| + 2s \| \| \| 4. \| Luis León Sánchez \| Caisse d'Épargne \| + 2s \| \| \| 5. \| Alberto Contador \| Discovery Channel \| + 2s \| \| \| 6. \| Levi Leipheimer \| Discovery Channel \| + 3s \| \| \| 7. \| Francisco Ventoso \| Saunier Duval-Prodir \| + 4s \| \| \| 8. \| Remmert Wielinga \| Saunier Duval-Prodir \| + 4s \| \| \| 9. \| Thomas Löfkvist \| La Française des jeux \| + 4s \| \| \| 10. \| Joost Posthuma \| Rabobank \| + 5s \| \| |                   |                       |       |
| |                   |                       |       |
| |                   |                       |       |
| Classificação por etapas |                   |                       |       |
| Ciclista | Ciclista          | Equipe                | Tempo |
| 1. | David Millar      | Saunier Duval-Prodir  | 6m01s |
| 2. | Roman Kreuziger   | Liquigas              | + 1s  |
| 3. | Sébastien Joly    | La Française des jeux | + 2s  |
| 4. | Luis León Sánchez | Caisse d'Épargne      | + 2s  |
| 5. | Alberto Contador  | Discovery Channel     | + 2s  |
| 6. | Levi Leipheimer   | Discovery Channel     | + 3s  |
| 7. | Francisco Ventoso | Saunier Duval-Prodir  | + 4s  |
| 8. | Remmert Wielinga  | Saunier Duval-Prodir  | + 4s  |
| 9. | Thomas Löfkvist   | La Française des jeux | + 4s  |
| 10. | Joost Posthuma    | Rabobank              | + 5s  |

| \| Classificação geral \| Classificação geral \| Classificação geral \| Classificação geral \| Classificação geral \| \| Ciclista \| Ciclista \| Equipe \| Tempo \| \| \| ------------------- \| ------------------- \| --------------------- \| ------------------- \| ------------------- \| \| 1. \| David Millar \| Saunier Duval-Prodir \| 6m01s \| \| \| 2. \| Roman Kreuziger \| Liquigas \| + 1s \| \| \| 3. \| Sébastien Joly \| La Française des jeux \| + 2s \| \| \| 4. \| Luis León Sánchez \| Caisse d'Épargne \| + 2s \| \| \| 5. \| Alberto Contador \| Discovery Channel \| + 2s \| \| \| 6. \| Levi Leipheimer \| Discovery Channel \| + 3s \| \| \| 7. \| Francisco Ventoso \| Saunier Duval-Prodir \| + 4s \| \| \| 8. \| Remmert Wielinga \| Saunier Duval-Prodir \| + 4s \| \| \| 9. \| Thomas Löfkvist \| La Française des jeux \| + 4s \| \| \| 10. \| Joost Posthuma \| Rabobank \| + 5s \| \| |                   |                       |       |
| |                   |                       |       |
| |                   |                       |       |
| Classificação geral |                   |                       |       |
| Ciclista | Ciclista          | Equipe                | Tempo |
| 1. | David Millar      | Saunier Duval-Prodir  | 6m01s |
| 2. | Roman Kreuziger   | Liquigas              | + 1s  |
| 3. | Sébastien Joly    | La Française des jeux | + 2s  |
| 4. | Luis León Sánchez | Caisse d'Épargne      | + 2s  |
| 5. | Alberto Contador  | Discovery Channel     | + 2s  |
| 6. | Levi Leipheimer   | Discovery Channel     | + 3s  |
| 7. | Francisco Ventoso | Saunier Duval-Prodir  | + 4s  |
| 8. | Remmert Wielinga  | Saunier Duval-Prodir  | + 4s  |
| 9. | Thomas Löfkvist   | La Française des jeux | + 4s  |
| 10. | Joost Posthuma    | Rabobank              | + 5s  |

### Etapa 1
| Cloyes-sur-le-Loir - Buzançais | etapa plana | (186 km) |

| \| Classificação por etapas \| Classificação por etapas \| Classificação por etapas \| Classificação por etapas \| Classificação por etapas \| \| Ciclista \| Ciclista \| Equipe \| Tempo \| \| \| ------------------------ \| ------------------------ \| ------------------------ \| ------------------------ \| ------------------------ \| \| 1. \| Jean-Patrick Nazon \| AG2R Prévoyance \| 4h29m39s \| \| \| 2. \| Sebastian Siedler \| Team Milram \| + 0s \| \| \| 3. \| Mathew Hayman \| Rabobank \| + 0s \| \| \| 4. \| Daniele Bennati \| Lampre-Fondital \| + 0s \| \| \| 5. \| Vicente Reynès \| Caisse d'Épargne \| + 0s \| \| \| 6. \| Igor Astarloa \| Team Milram \| + 0s \| \| \| 7. \| Murilo Fischer \| Liquigas \| + 0s \| \| \| 8. \| Tom Boonen \| Quick Step-Innergetic \| + 0s \| \| \| 9. \| Gennady Mikhaylov \| Astana \| + 0s \| \| \| 10. \| Jérôme Pineau \| Bouygues Telecom \| + 0s \| \| |                    |                       |          |
| |                    |                       |          |
| |                    |                       |          |
| Classificação por etapas |                    |                       |          |
| Ciclista | Ciclista           | Equipe                | Tempo    |
| 1. | Jean-Patrick Nazon | AG2R Prévoyance       | 4h29m39s |
| 2. | Sebastian Siedler  | Team Milram           | + 0s     |
| 3. | Mathew Hayman      | Rabobank              | + 0s     |
| 4. | Daniele Bennati    | Lampre-Fondital       | + 0s     |
| 5. | Vicente Reynès     | Caisse d'Épargne      | + 0s     |
| 6. | Igor Astarloa      | Team Milram           | + 0s     |
| 7. | Murilo Fischer     | Liquigas              | + 0s     |
| 8. | Tom Boonen         | Quick Step-Innergetic | + 0s     |
| 9. | Gennady Mikhaylov  | Astana                | + 0s     |
| 10. | Jérôme Pineau      | Bouygues Telecom      | + 0s     |

| \| Classificação geral \| Classificação geral \| Classificação geral \| Classificação geral \| Classificação geral \| \| Ciclista \| Ciclista \| Equipe \| Tempo \| \| \| ------------------- \| ------------------- \| --------------------- \| ------------------- \| ------------------- \| \| 1. \| David Millar \| Saunier Duval-Prodir \| 4h35m40s \| \| \| 2. \| Roman Kreuziger \| Liquigas \| + 1s \| \| \| 3. \| Sébastien Joly \| La Française des jeux \| + 2s \| \| \| 4. \| Luis León Sánchez \| Caisse d'Épargne \| + 2s \| \| \| 5. \| Alberto Contador \| Discovery Channel \| + 2s \| \| \| 6. \| Levi Leipheimer \| Discovery Channel \| + 3s \| \| \| 7. \| Francisco Ventoso \| Saunier Duval-Prodir \| + 4s \| \| \| 8. \| Remmert Wielinga \| Saunier Duval-Prodir \| + 4s \| \| \| 9. \| Thomas Löfkvist \| La Française des jeux \| + 4s \| \| \| 10. \| Joost Posthuma \| Rabobank \| + 5s \| \| |                   |                       |          |
| |                   |                       |          |
| |                   |                       |          |
| Classificação geral |                   |                       |          |
| Ciclista | Ciclista          | Equipe                | Tempo    |
| 1. | David Millar      | Saunier Duval-Prodir  | 4h35m40s |
| 2. | Roman Kreuziger   | Liquigas              | + 1s     |
| 3. | Sébastien Joly    | La Française des jeux | + 2s     |
| 4. | Luis León Sánchez | Caisse d'Épargne      | + 2s     |
| 5. | Alberto Contador  | Discovery Channel     | + 2s     |
| 6. | Levi Leipheimer   | Discovery Channel     | + 3s     |
| 7. | Francisco Ventoso | Saunier Duval-Prodir  | + 4s     |
| 8. | Remmert Wielinga  | Saunier Duval-Prodir  | + 4s     |
| 9. | Thomas Löfkvist   | La Française des jeux | + 4s     |
| 10. | Joost Posthuma    | Rabobank              | + 5s     |

### Etapa 2
| Vatan - Limoges | etapa plana | (177 km) |

| \| Classificação por etapas \| Classificação por etapas \| Classificação por etapas \| Classificação por etapas \| Classificação por etapas \| \| Ciclista \| Ciclista \| Equipe \| Tempo \| \| \| ------------------------ \| ------------------------ \| ------------------------ \| ------------------------ \| ------------------------ \| \| 1. \| Franco Pellizotti \| Liquigas \| 3h57m36s \| \| \| 2. \| Daniele Bennati \| Lampre-Fondital \| + 2s \| \| \| 3. \| Luca Paolini \| Liquigas \| + 2s \| \| \| 4. \| William Bonnet \| Crédit Agricole \| + 2s \| \| \| 5. \| Joaquim Rodríguez \| Caisse d'Épargne \| + 2s \| \| \| 6. \| Tomas Vaitkus \| Discovery Channel \| + 2s \| \| \| 7. \| Davide Rebellin \| Gerolsteiner \| + 2s \| \| \| 8. \| Jérôme Pineau \| Bouygues Telecom \| + 2s \| \| \| 9. \| Patrick Calcagni \| Liquigas \| + 2s \| \| \| 10. \| Thomas Voeckler \| Bouygues Telecom \| + 2s \| \| |                   |                   |          |
| |                   |                   |          |
| |                   |                   |          |
| Classificação por etapas |                   |                   |          |
| Ciclista | Ciclista          | Equipe            | Tempo    |
| 1. | Franco Pellizotti | Liquigas          | 3h57m36s |
| 2. | Daniele Bennati   | Lampre-Fondital   | + 2s     |
| 3. | Luca Paolini      | Liquigas          | + 2s     |
| 4. | William Bonnet    | Crédit Agricole   | + 2s     |
| 5. | Joaquim Rodríguez | Caisse d'Épargne  | + 2s     |
| 6. | Tomas Vaitkus     | Discovery Channel | + 2s     |
| 7. | Davide Rebellin   | Gerolsteiner      | + 2s     |
| 8. | Jérôme Pineau     | Bouygues Telecom  | + 2s     |
| 9. | Patrick Calcagni  | Liquigas          | + 2s     |
| 10. | Thomas Voeckler   | Bouygues Telecom  | + 2s     |

| \| Classificação geral \| Classificação geral \| Classificação geral \| Classificação geral \| Classificação geral \| \| Ciclista \| Ciclista \| Equipe \| Tempo \| \| \| ------------------- \| ------------------- \| --------------------- \| ------------------- \| ------------------- \| \| 1. \| Franco Pellizotti \| Liquigas \| 8h33m12s \| \| \| 2. \| David Millar \| Saunier Duval-Prodir \| + 6s \| \| \| 3. \| Daniele Bennati \| Lampre-Fondital \| + 6s \| \| \| 4. \| Roman Kreuziger \| Liquigas \| + 7s \| \| \| 5. \| Sébastien Joly \| La Française des jeux \| + 8s \| \| \| 6. \| Luis León Sánchez \| Caisse d'Épargne \| + 8s \| \| \| 7. \| Francisco Ventoso \| Saunier Duval-Prodir \| + 10s \| \| \| 8. \| Thomas Voeckler \| Bouygues Telecom \| + 11s \| \| \| 9. \| Davide Rebellin \| Gerolsteiner \| + 13s \| \| \| 10. \| Jérôme Pineau \| Bouygues Telecom \| + 14s \| \| |                   |                       |          |
| |                   |                       |          |
| |                   |                       |          |
| Classificação geral |                   |                       |          |
| Ciclista | Ciclista          | Equipe                | Tempo    |
| 1. | Franco Pellizotti | Liquigas              | 8h33m12s |
| 2. | David Millar      | Saunier Duval-Prodir  | + 6s     |
| 3. | Daniele Bennati   | Lampre-Fondital       | + 6s     |
| 4. | Roman Kreuziger   | Liquigas              | + 7s     |
| 5. | Sébastien Joly    | La Française des jeux | + 8s     |
| 6. | Luis León Sánchez | Caisse d'Épargne      | + 8s     |
| 7. | Francisco Ventoso | Saunier Duval-Prodir  | + 10s    |
| 8. | Thomas Voeckler   | Bouygues Telecom      | + 11s    |
| 9. | Davide Rebellin   | Gerolsteiner          | + 13s    |
| 10. | Jérôme Pineau     | Bouygues Telecom      | + 14s    |

### Etapa 3
| Limoges - Maurs | etapa plana | (215,5 km) |

| \| Classificação por etapas \| Classificação por etapas \| Classificação por etapas \| Classificação por etapas \| Classificação por etapas \| \| Ciclista \| Ciclista \| Equipe \| Tempo \| \| \| ------------------------ \| ------------------------ \| ------------------------ \| ------------------------ \| ------------------------ \| \| 1. \| Alexandr Kolobnev \| CSC \| 4h59m35s \| \| \| 2. \| Tom Boonen \| Quick Step-Innergetic \| + 12s \| \| \| 3. \| Daniele Bennati \| Lampre-Fondital \| + 12s \| \| \| 4. \| Mathew Hayman \| Rabobank \| + 12s \| \| \| 5. \| Jean-Patrick Nazon \| AG2R Prévoyance \| + 12s \| \| \| 6. \| Luca Paolini \| Liquigas \| + 12s \| \| \| 7. \| Mirco Lorenzetto \| Team Milram \| + 12s \| \| \| 8. \| Mikel Gaztañaga \| Agritubel \| + 12s \| \| \| 9. \| Josep Jufré \| Predictor-Lotto \| + 12s \| \| \| 10. \| Romain Feillu \| Agritubel \| + 12s \| \| |                    |                       |          |
| |                    |                       |          |
| |                    |                       |          |
| Classificação por etapas |                    |                       |          |
| Ciclista | Ciclista           | Equipe                | Tempo    |
| 1. | Alexandr Kolobnev  | CSC                   | 4h59m35s |
| 2. | Tom Boonen         | Quick Step-Innergetic | + 12s    |
| 3. | Daniele Bennati    | Lampre-Fondital       | + 12s    |
| 4. | Mathew Hayman      | Rabobank              | + 12s    |
| 5. | Jean-Patrick Nazon | AG2R Prévoyance       | + 12s    |
| 6. | Luca Paolini       | Liquigas              | + 12s    |
| 7. | Mirco Lorenzetto   | Team Milram           | + 12s    |
| 8. | Mikel Gaztañaga    | Agritubel             | + 12s    |
| 9. | Josep Jufré        | Predictor-Lotto       | + 12s    |
| 10. | Romain Feillu      | Agritubel             | + 12s    |

| \| Classificação geral \| Classificação geral \| Classificação geral \| Classificação geral \| Classificação geral \| \| Ciclista \| Ciclista \| Equipe \| Tempo \| \| \| ------------------- \| ------------------- \| --------------------- \| ------------------- \| ------------------- \| \| 1. \| Franco Pellizotti \| Liquigas \| 13h32m59s \| \| \| 2. \| Daniele Bennati \| Lampre-Fondital \| + 2s \| \| \| 3. \| David Millar \| Saunier Duval-Prodir \| + 6s \| \| \| 4. \| Roman Kreuziger \| Liquigas \| + 7s \| \| \| 5. \| Sébastien Joly \| La Française des jeux \| + 8s \| \| \| 6. \| Luis León Sánchez \| Caisse d'Épargne \| + 8s \| \| \| 7. \| Francisco Ventoso \| Saunier Duval-Prodir \| + 10s \| \| \| 8. \| Thomas Voeckler \| Bouygues Telecom \| + 11s \| \| \| 9. \| Joost Posthuma \| Rabobank \| + 11s \| \| \| 10. \| Murilo Fischer \| Liquigas \| + 12s \| \| |                   |                       |           |
| |                   |                       |           |
| |                   |                       |           |
| Classificação geral |                   |                       |           |
| Ciclista | Ciclista          | Equipe                | Tempo     |
| 1. | Franco Pellizotti | Liquigas              | 13h32m59s |
| 2. | Daniele Bennati   | Lampre-Fondital       | + 2s      |
| 3. | David Millar      | Saunier Duval-Prodir  | + 6s      |
| 4. | Roman Kreuziger   | Liquigas              | + 7s      |
| 5. | Sébastien Joly    | La Française des jeux | + 8s      |
| 6. | Luis León Sánchez | Caisse d'Épargne      | + 8s      |
| 7. | Francisco Ventoso | Saunier Duval-Prodir  | + 10s     |
| 8. | Thomas Voeckler   | Bouygues Telecom      | + 11s     |
| 9. | Joost Posthuma    | Rabobank              | + 11s     |
| 10. | Murilo Fischer    | Liquigas              | + 12s     |

### Etapa 4
| Maurs - Mende | alta montanha | (169,5 km) |

| \| Classificação por etapas \| Classificação por etapas \| Classificação por etapas \| Classificação por etapas \| Classificação por etapas \| \| Ciclista \| Ciclista \| Equipe \| Tempo \| \| \| ------------------------ \| ------------------------ \| ------------------------ \| ------------------------ \| ------------------------ \| \| 1. \| Alberto Contador \| Discovery Channel \| 4h07m02s \| \| \| 2. \| Davide Rebellin \| Gerolsteiner \| + 2s \| \| \| 3. \| David López García \| Caisse d'Épargne \| + 12s \| \| \| 4. \| Cadel Evans \| Predictor-Lotto \| + 13s \| \| \| 5. \| Tadej Valjavec \| Lampre-Fondital \| + 17s \| \| \| 6. \| Fränk Schleck \| CSC \| + 28s \| \| \| 7. \| Sébastien Joly \| La Française des jeux \| + 33s \| \| \| 8. \| Levi Leipheimer \| Discovery Channel \| + 33s \| \| \| 9. \| Thomas Löfkvist \| La Française des jeux \| + 33s \| \| \| 10. \| Franco Pellizotti \| Liquigas \| + 40s \| \| |                    |                       |          |
| |                    |                       |          |
| |                    |                       |          |
| Classificação por etapas |                    |                       |          |
| Ciclista | Ciclista           | Equipe                | Tempo    |
| 1. | Alberto Contador   | Discovery Channel     | 4h07m02s |
| 2. | Davide Rebellin    | Gerolsteiner          | + 2s     |
| 3. | David López García | Caisse d'Épargne      | + 12s    |
| 4. | Cadel Evans        | Predictor-Lotto       | + 13s    |
| 5. | Tadej Valjavec     | Lampre-Fondital       | + 17s    |
| 6. | Fränk Schleck      | CSC                   | + 28s    |
| 7. | Sébastien Joly     | La Française des jeux | + 33s    |
| 8. | Levi Leipheimer    | Discovery Channel     | + 33s    |
| 9. | Thomas Löfkvist    | La Française des jeux | + 33s    |
| 10. | Franco Pellizotti  | Liquigas              | + 40s    |

| \| Classificação geral \| Classificação geral \| Classificação geral \| Classificação geral \| Classificação geral \| \| Ciclista \| Ciclista \| Equipe \| Tempo \| \| \| ------------------- \| ------------------- \| --------------------- \| ------------------- \| ------------------- \| \| 1. \| Davide Rebellin \| Gerolsteiner \| 17h40m34s \| \| \| 2. \| Alberto Contador \| Discovery Channel \| + 6s \| \| \| 3. \| Tadej Valjavec \| Lampre-Fondital \| + 23s \| \| \| 4. \| Franco Pellizotti \| Liquigas \| + 31s \| \| \| 5. \| Sébastien Joly \| La Française des jeux \| + 32s \| \| \| 6. \| Cadel Evans \| Predictor-Lotto \| + 35s \| \| \| 7. \| David Millar \| Saunier Duval-Prodir \| + 42s \| \| \| 8. \| Fränk Schleck \| CSC \| + 42s \| \| \| 9. \| David López García \| Caisse d'Épargne \| + 43s \| \| \| 10. \| Samuel Sánchez \| Euskaltel-Euskadi \| + 46s \| \| |                    |                       |           |
| |                    |                       |           |
| |                    |                       |           |
| Classificação geral |                    |                       |           |
| Ciclista | Ciclista           | Equipe                | Tempo     |
| 1. | Davide Rebellin    | Gerolsteiner          | 17h40m34s |
| 2. | Alberto Contador   | Discovery Channel     | + 6s      |
| 3. | Tadej Valjavec     | Lampre-Fondital       | + 23s     |
| 4. | Franco Pellizotti  | Liquigas              | + 31s     |
| 5. | Sébastien Joly     | La Française des jeux | + 32s     |
| 6. | Cadel Evans        | Predictor-Lotto       | + 35s     |
| 7. | David Millar       | Saunier Duval-Prodir  | + 42s     |
| 8. | Fränk Schleck      | CSC                   | + 42s     |
| 9. | David López García | Caisse d'Épargne      | + 43s     |
| 10. | Samuel Sánchez     | Euskaltel-Euskadi     | + 46s     |

### Etapa 5
| Sorgues - Manosque | média montanha | (178 km) |

| \| Classificação por etapas \| Classificação por etapas \| Classificação por etapas \| Classificação por etapas \| Classificação por etapas \| \| Ciclista \| Ciclista \| Equipe \| Tempo \| \| \| ------------------------ \| ------------------------ \| ------------------------ \| ------------------------ \| ------------------------ \| \| 1. \| Yaroslav Popovych \| Discovery Channel \| 4h11m51s \| \| \| 2. \| Francisco Ventoso \| Saunier Duval-Prodir \| + 14s \| \| \| 3. \| Samuel Dumoulin \| AG2R Prévoyance \| + 14s \| \| \| 4. \| David López García \| Caisse d'Épargne \| + 14s \| \| \| 5. \| Jérôme Pineau \| Bouygues Telecom \| + 14s \| \| \| 6. \| Samuel Sánchez \| Euskaltel-Euskadi \| + 14s \| \| \| 7. \| Franco Pellizotti \| Liquigas \| + 14s \| \| \| 8. \| Davide Rebellin \| Gerolsteiner \| + 14s \| \| \| 9. \| Joaquim Rodríguez \| Caisse d'Épargne \| + 14s \| \| \| 10. \| Tadej Valjavec \| Lampre-Fondital \| + 14s \| \| |                    |                      |          |
| |                    |                      |          |
| |                    |                      |          |
| Classificação por etapas |                    |                      |          |
| Ciclista | Ciclista           | Equipe               | Tempo    |
| 1. | Yaroslav Popovych  | Discovery Channel    | 4h11m51s |
| 2. | Francisco Ventoso  | Saunier Duval-Prodir | + 14s    |
| 3. | Samuel Dumoulin    | AG2R Prévoyance      | + 14s    |
| 4. | David López García | Caisse d'Épargne     | + 14s    |
| 5. | Jérôme Pineau      | Bouygues Telecom     | + 14s    |
| 6. | Samuel Sánchez     | Euskaltel-Euskadi    | + 14s    |
| 7. | Franco Pellizotti  | Liquigas             | + 14s    |
| 8. | Davide Rebellin    | Gerolsteiner         | + 14s    |
| 9. | Joaquim Rodríguez  | Caisse d'Épargne     | + 14s    |
| 10. | Tadej Valjavec     | Lampre-Fondital      | + 14s    |

| \| Classificação geral \| Classificação geral \| Classificação geral \| Classificação geral \| Classificação geral \| \| Ciclista \| Ciclista \| Equipe \| Tempo \| \| \| ------------------- \| ------------------- \| --------------------- \| ------------------- \| ------------------- \| \| 1. \| Davide Rebellin \| Gerolsteiner \| 21h52m39s \| \| \| 2. \| Alberto Contador \| Discovery Channel \| + 6s \| \| \| 3. \| Tadej Valjavec \| Lampre-Fondital \| + 23s \| \| \| 4. \| Franco Pellizotti \| Liquigas \| + 31s \| \| \| 5. \| Sébastien Joly \| La Française des jeux \| + 32s \| \| \| 6. \| Cadel Evans \| Predictor-Lotto \| + 35s \| \| \| 7. \| David Millar \| Saunier Duval-Prodir \| + 42s \| \| \| 8. \| Fränk Schleck \| CSC \| + 42s \| \| \| 9. \| David López García \| Caisse d'Épargne \| + 43s \| \| \| 10. \| Samuel Sánchez \| Euskaltel-Euskadi \| + 46s \| \| |                    |                       |           |
| |                    |                       |           |
| |                    |                       |           |
| Classificação geral |                    |                       |           |
| Ciclista | Ciclista           | Equipe                | Tempo     |
| 1. | Davide Rebellin    | Gerolsteiner          | 21h52m39s |
| 2. | Alberto Contador   | Discovery Channel     | + 6s      |
| 3. | Tadej Valjavec     | Lampre-Fondital       | + 23s     |
| 4. | Franco Pellizotti  | Liquigas              | + 31s     |
| 5. | Sébastien Joly     | La Française des jeux | + 32s     |
| 6. | Cadel Evans        | Predictor-Lotto       | + 35s     |
| 7. | David Millar       | Saunier Duval-Prodir  | + 42s     |
| 8. | Fränk Schleck      | CSC                   | + 42s     |
| 9. | David López García | Caisse d'Épargne      | + 43s     |
| 10. | Samuel Sánchez     | Euskaltel-Euskadi     | + 46s     |

### Etapa 6
| Brignoles - Cannes | alta montanha | (200 km) |

| \| Classificação por etapas \| Classificação por etapas \| Classificação por etapas \| Classificação por etapas \| Classificação por etapas \| \| Ciclista \| Ciclista \| Equipe \| Tempo \| \| \| ------------------------ \| ------------------------ \| ------------------------ \| ------------------------ \| ------------------------ \| \| 1. \| Luis León Sánchez \| Caisse d'Épargne \| 4h46m32s \| \| \| 2. \| Mirco Lorenzetto \| Team Milram \| + 28s \| \| \| 3. \| Jérôme Pineau \| Bouygues Telecom \| + 28s \| \| \| 4. \| Franco Pellizotti \| Liquigas \| + 28s \| \| \| 5. \| Samuel Dumoulin \| AG2R Prévoyance \| + 28s \| \| \| 6. \| Aleksandr Bocharov \| Crédit Agricole \| + 28s \| \| \| 7. \| Maxim Iglinsky \| Astana \| + 28s \| \| \| 8. \| Samuel Sánchez \| Euskaltel-Euskadi \| + 28s \| \| \| 9. \| Davide Rebellin \| Gerolsteiner \| + 28s \| \| \| 10. \| Jurgen Van Den Broeck \| Predictor-Lotto \| + 28s \| \| |                       |                   |          |
| |                       |                   |          |
| |                       |                   |          |
| Classificação por etapas |                       |                   |          |
| Ciclista | Ciclista              | Equipe            | Tempo    |
| 1. | Luis León Sánchez     | Caisse d'Épargne  | 4h46m32s |
| 2. | Mirco Lorenzetto      | Team Milram       | + 28s    |
| 3. | Jérôme Pineau         | Bouygues Telecom  | + 28s    |
| 4. | Franco Pellizotti     | Liquigas          | + 28s    |
| 5. | Samuel Dumoulin       | AG2R Prévoyance   | + 28s    |
| 6. | Aleksandr Bocharov    | Crédit Agricole   | + 28s    |
| 7. | Maxim Iglinsky        | Astana            | + 28s    |
| 8. | Samuel Sánchez        | Euskaltel-Euskadi | + 28s    |
| 9. | Davide Rebellin       | Gerolsteiner      | + 28s    |
| 10. | Jurgen Van Den Broeck | Predictor-Lotto   | + 28s    |

| \| Classificação geral \| Classificação geral \| Classificação geral \| Classificação geral \| Classificação geral \| \| Ciclista \| Ciclista \| Equipe \| Tempo \| \| \| ------------------- \| ------------------- \| --------------------- \| ------------------- \| ------------------- \| \| 1. \| Davide Rebellin \| Gerolsteiner \| 26h39m39s \| \| \| 2. \| Alberto Contador \| Discovery Channel \| + 6s \| \| \| 3. \| Luis León Sánchez \| Caisse d'Épargne \| + 16s \| \| \| 4. \| Tadej Valjavec \| Lampre-Fondital \| + 23s \| \| \| 5. \| Franco Pellizotti \| Liquigas \| + 31s \| \| \| 6. \| Sébastien Joly \| La Française des jeux \| + 32s \| \| \| 7. \| Cadel Evans \| Predictor-Lotto \| + 35s \| \| \| 8. \| David Millar \| Saunier Duval-Prodir \| + 42s \| \| \| 9. \| Fränk Schleck \| CSC \| + 42s \| \| \| 10. \| Jérôme Pineau \| Bouygues Telecom \| + 42s \| \| |                   |                       |           |
| |                   |                       |           |
| |                   |                       |           |
| Classificação geral |                   |                       |           |
| Ciclista | Ciclista          | Equipe                | Tempo     |
| 1. | Davide Rebellin   | Gerolsteiner          | 26h39m39s |
| 2. | Alberto Contador  | Discovery Channel     | + 6s      |
| 3. | Luis León Sánchez | Caisse d'Épargne      | + 16s     |
| 4. | Tadej Valjavec    | Lampre-Fondital       | + 23s     |
| 5. | Franco Pellizotti | Liquigas              | + 31s     |
| 6. | Sébastien Joly    | La Française des jeux | + 32s     |
| 7. | Cadel Evans       | Predictor-Lotto       | + 35s     |
| 8. | David Millar      | Saunier Duval-Prodir  | + 42s     |
| 9. | Fränk Schleck     | CSC                   | + 42s     |
| 10. | Jérôme Pineau     | Bouygues Telecom      | + 42s     |

### Etapa 7
| Nice - Nice | alta montanha | (129,5 km) |

| \| Classificação por etapas \| Classificação por etapas \| Classificação por etapas \| Classificação por etapas \| Classificação por etapas \| \| Ciclista \| Ciclista \| Equipe \| Tempo \| \| \| ------------------------ \| ------------------------ \| ------------------------ \| ------------------------ \| ------------------------ \| \| 1. \| Alberto Contador \| Discovery Channel \| 3h15m47s \| \| \| 2. \| David López García \| Caisse d'Épargne \| + 19s \| \| \| 3. \| Joaquim Rodríguez \| Caisse d'Épargne \| + 19s \| \| \| 4. \| Samuel Sánchez \| Euskaltel-Euskadi \| + 22s \| \| \| 5. \| Aleksandr Bocharov \| Crédit Agricole \| + 22s \| \| \| 6. \| Franco Pellizotti \| Liquigas \| + 22s \| \| \| 7. \| Tadej Valjavec \| Lampre-Fondital \| + 22s \| \| \| 8. \| Davide Rebellin \| Gerolsteiner \| + 22s \| \| \| 9. \| Fränk Schleck \| CSC \| + 22s \| \| \| 10. \| Cadel Evans \| Predictor-Lotto \| + 22s \| \| |                    |                   |          |
| |                    |                   |          |
| |                    |                   |          |
| Classificação por etapas |                    |                   |          |
| Ciclista | Ciclista           | Equipe            | Tempo    |
| 1. | Alberto Contador   | Discovery Channel | 3h15m47s |
| 2. | David López García | Caisse d'Épargne  | + 19s    |
| 3. | Joaquim Rodríguez  | Caisse d'Épargne  | + 19s    |
| 4. | Samuel Sánchez     | Euskaltel-Euskadi | + 22s    |
| 5. | Aleksandr Bocharov | Crédit Agricole   | + 22s    |
| 6. | Franco Pellizotti  | Liquigas          | + 22s    |
| 7. | Tadej Valjavec     | Lampre-Fondital   | + 22s    |
| 8. | Davide Rebellin    | Gerolsteiner      | + 22s    |
| 9. | Fränk Schleck      | CSC               | + 22s    |
| 10. | Cadel Evans        | Predictor-Lotto   | + 22s    |

## Classificações finais
- As classificações finalizaram da seguinte forma:

### Classificação geral
| \| Classificação geral \| Classificação geral \| Classificação geral \| Classificação geral \| Classificação geral \| \| Ciclista \| Ciclista \| Equipe \| Tempo \| \| \| ------------------- \| ------------------- \| ------------------------------- \| ------------------- \| ------------------- \| \| 1. \| Alberto Contador \| Discovery Channel \| 29h55m22s \| \| \| 2. \| Davide Rebellin \| Gerolsteiner \| + 26s \| \| \| 3. \| Luis León Sánchez \| Caisse d'Épargne \| + 42s \| \| \| 4. \| Tadej Valjavec \| Lampre-Fondital \| + 49s \| \| \| 5. \| Franco Pellizotti \| Liquigas \| + 57s \| \| \| 6. \| David López García \| Caisse d'Épargne \| + 1m00s \| \| \| 7. \| Cadel Evans \| Predictor-Lotto \| + 1m01s \| \| \| 8. \| Fränk Schleck \| CSC \| + 1m08s \| \| \| 9. \| Samuel Sánchez \| Euskaltel-Euskadi \| + 1m12s \| \| \| 10. \| Joaquim Rodríguez \| Caisse d'Épargne \| + 1m22s \| \| \| 11. \| Aleksandr Bocharov \| Crédit Agricole \| + 1m29s \| \| \| 12. \| Sébastien Joly \| La Française des jeux \| + 1m36s \| \| \| 13. \| David Millar \| Saunier Duval-Prodir \| + 1m46s \| \| \| 14. \| Jérôme Pineau \| Bouygues Telecom \| + 1m46s \| \| \| 15. \| Patxi Vila \| Lampre-Fondital \| + 2m10s \| \| \| 16. \| Andy Schleck \| CSC \| + 2m20s \| \| \| 17. \| Sylvain Chavanel \| Cofidis-Le Crédit par Téléphone \| + 2m29s \| \| \| 18. \| Pierrick Fédrigo \| Bouygues Telecom \| + 2m35s \| \| \| 19. \| Roman Kreuziger \| Liquigas \| + 2m41s \| \| \| 20. \| Yaroslav Popovych \| Discovery Channel \| + 2m55s \| \| |                    |                                 |           |
| |                    |                                 |           |
| |                    |                                 |           |
| Classificação geral |                    |                                 |           |
| Ciclista | Ciclista           | Equipe                          | Tempo     |
| 1. | Alberto Contador   | Discovery Channel               | 29h55m22s |
| 2. | Davide Rebellin    | Gerolsteiner                    | + 26s     |
| 3. | Luis León Sánchez  | Caisse d'Épargne                | + 42s     |
| 4. | Tadej Valjavec     | Lampre-Fondital                 | + 49s     |
| 5. | Franco Pellizotti  | Liquigas                        | + 57s     |
| 6. | David López García | Caisse d'Épargne                | + 1m00s   |
| 7. | Cadel Evans        | Predictor-Lotto                 | + 1m01s   |
| 8. | Fränk Schleck      | CSC                             | + 1m08s   |
| 9. | Samuel Sánchez     | Euskaltel-Euskadi               | + 1m12s   |
| 10. | Joaquim Rodríguez  | Caisse d'Épargne                | + 1m22s   |
| 11. | Aleksandr Bocharov | Crédit Agricole                 | + 1m29s   |
| 12. | Sébastien Joly     | La Française des jeux           | + 1m36s   |
| 13. | David Millar       | Saunier Duval-Prodir            | + 1m46s   |
| 14. | Jérôme Pineau      | Bouygues Telecom                | + 1m46s   |
| 15. | Patxi Vila         | Lampre-Fondital                 | + 2m10s   |
| 16. | Andy Schleck       | CSC                             | + 2m20s   |
| 17. | Sylvain Chavanel   | Cofidis-Le Crédit par Téléphone | + 2m29s   |
| 18. | Pierrick Fédrigo   | Bouygues Telecom                | + 2m35s   |
| 19. | Roman Kreuziger    | Liquigas                        | + 2m41s   |
| 20. | Yaroslav Popovych  | Discovery Channel               | + 2m55s   |

### Classificação por pontos
| Classificação por pontos | Classificação por pontos | Classificação por pontos | Classificação por pontos | Classificação por pontos |
| Ciclista                 | Ciclista                 | Equipe                   | Pontos                   |                          |
| ------------------------ | ------------------------ | ------------------------ | ------------------------ | ------------------------ |
| 1.                       | Franco Pellizotti        | Liquigas                 | 90 pts                   |                          |
| 2.                       | Jérôme Pineau            | Bouygues Telecom         | 81 pts                   |                          |
| 3.                       | Davide Rebellin          | Gerolsteiner             | 80 pts                   |                          |
| 4.                       | Alberto Contador         | Discovery Channel        | 74 pts                   |                          |
| 5.                       | Samuel Sánchez           | Euskaltel-Euskadi        | 66 pts                   |                          |
| 6.                       | David López García       | Caisse d'Épargne         | 60 pts                   |                          |
| 7.                       | Luis León Sánchez        | Caisse d'Épargne         | 59 pts                   |                          |
| 8.                       | Tadej Valjavec           | Lampre-Fondital          | 51 pts                   |                          |
| 9.                       | Sébastien Joly           | La Française des jeux    | 51 pts                   |                          |
| 10.                      | Joaquim Rodríguez        | Caisse d'Épargne         | 48 pts                   |                          |

### Classificação da montanha
| Classificação da montanha | Classificação da montanha | Classificação da montanha       | Classificação da montanha | Classificação da montanha |
| Ciclista                  | Ciclista                  | Equipe                          | Pontos                    |                           |
| ------------------------- | ------------------------- | ------------------------------- | ------------------------- | ------------------------- |
| 1.                        | Thomas Voeckler           | Bouygues Telecom                | 65 pts                    |                           |
| 2.                        | Tom Danielson             | Discovery Channel               | 42 pts                    |                           |
| 3.                        | Alberto Contador          | Discovery Channel               | 36 pts                    |                           |
| 4.                        | Levi Leipheimer           | Discovery Channel               | 29 pts                    |                           |
| 5.                        | Yaroslav Popovych         | Discovery Channel               | 25 pts                    |                           |
| 6.                        | Sandy Casar               | La Française des jeux           | 22 pts                    |                           |
| 7.                        | Luis León Sánchez         | Caisse d'Épargne                | 20 pts                    |                           |
| 8.                        | Sylvain Chavanel          | Cofidis-Le Crédit par Téléphone | 20 pts                    |                           |
| 9.                        | Amaël Moinard             | Cofidis-Le Crédit par Téléphone | 17 pts                    |                           |
| 10.                       | David López García        | Caisse d'Épargne                | 15 pts                    |                           |

### Classificação dos jovens
| Classificação dos jovens | Classificação dos jovens | Classificação dos jovens        | Classificação dos jovens | Classificação dos jovens |
| Ciclista                 | Ciclista                 | Equipe                          | Tempo                    |                          |
| ------------------------ | ------------------------ | ------------------------------- | ------------------------ | ------------------------ |
| 1.                       | Alberto Contador         | Discovery Channel               | 29h55m22s                |                          |
| 2.                       | Luis León Sánchez        | Caisse d'Épargne                | + 42s                    |                          |
| 3.                       | Andy Schleck             | CSC                             | + 2m20s                  |                          |
| 4.                       | Roman Kreuziger          | Liquigas                        | + 2m41s                  |                          |
| 5.                       | Maxime Monfort           | Cofidis-Le Crédit par Téléphone | + 3m26s                  |                          |
| 6.                       | Jurgen Van Den Broeck    | Predictor-Lotto                 | + 4m15s                  |                          |
| 7.                       | Jesús Del Nero           | Saunier Duval-Prodir            | + 7m27s                  |                          |
| 8.                       | Marcus Burghardt         | T-Mobile                        | + 11m41s                 |                          |
| 9.                       | Bernhard Kohl            | Gerolsteiner                    | + 17m16s                 |                          |
| 10.                      | Amaël Moinard            | Cofidis-Le Crédit par Téléphone | + 23m04s                 |                          |

### Classificação por equipas
| Classificação por equipes | Classificação por equipes       | Classificação por equipes | Classificação por equipes |
| Equipe                    | Equipe                          | Tempo                     |                           |
| ------------------------- | ------------------------------- | ------------------------- | ------------------------- |
| 1.                        | Caisse d'Épargne                | 89h49m06s                 |                           |
| 2.                        | CSC                             | + 3m50s                   |                           |
| 3.                        | Predictor-Lotto                 | + 5m26s                   |                           |
| 4.                        | Discovery Channel               | + 5m30s                   |                           |
| 5.                        | Saunier Duval-Prodir            | + 9m41s                   |                           |
| 6.                        | Cofidis-Le Crédit par Téléphone | + 10m44s                  |                           |
| 7.                        | La Française des jeux           | + 11m10s                  |                           |
| 8.                        | Liquigas                        | + 12m38s                  |                           |
| 9.                        | Euskaltel-Euskadi               | + 21m04s                  |                           |
| 10.                       | Bouygues Telecom                | + 21m07s                  |                           |